# دانيل أوستابينكو
دانيل أوستابينكو (8 يونيو 1995 - ) هو لاعب كرة قدم روسي في مركز الوسط. لعب مع نادي روستوف وأولمبيا فولغوغراد ‏.

## وصلات خارجية
- دانيل أوستابينكو على موقع قاعدة بيانات كرة القدم.إي يو (الإنجليزية)